# Roberto Paoli
Roberto Paoli (1930 - 2000), hispanista y traductor italiano.
Profesor de literatura hispanoamericana de en la Facultad de Magisterio de la Universidad degli Studi de Florencia. Trabajó en el Instituto Hispanoamericano de Florencia, tradujo a Lope de Vega, Tirso de Molina y Miguel de Unamuno al italiano. Dedicó estudios al Lazarillo de Tormes y Antonio Machado. Destacó en los estudios de Literatura Hispanoamericana, siendo uno de los peruanistas más eminentes; tradujo las poesías de César Vallejo. Fue profesor honorario de la Universidad de San Marcos de Lima y de la de Cajamarca. Tradujo y estudió críticamente la literatura de Jorge Luis Borges, sobre el que dio varias conferencias en Argentina. Fue miembro correspondiente de la Academia Argentina de Letras.